# Mineriada din ianuarie 1990
Sub numele de Mineriada din ianuarie 1990 sunt cunoscute evenimentele care au avut loc în perioada 28-29 ianuarie 1990, în București. Ca urmare a anunțului făcut de Frontul Salvării Naționale de 23 ianuarie 1990 că va candida la alegerile generale din 20 mai, ca partid politic, partidele istorice au organizat o adunare națională pe 28 ianuarie 1990 . După manifestația din 28 ianuarie organizată de partidele istorice (PNL și PNȚCD) și alte organizații civice, Ion Iliescu și susținătorii săi au organizat o contramanifestație cu scopul de a manipula muncitorii și minerii împotriva partidelor democratice . În acest scop au fost mobilizați muncitori, din Valea Jiului au fost aduși la București circa 5.000 de mineri, cu scopul de a „restabili ordinea”. Lor li s-au adăugat grupuri venite și din alte colțuri ale țării . Au fost semnalate incidente violente între mineri din Valea Jiului și locuitori ai Capitalei, iar ortacii, sub coordonarea forțelor de ordine și a liderilor FSN au organizat raiduri, percheziții și rețineri ilegale la sediile unor partide istorice și organizații care împotriva candidaturii FSN la alegeri. 
În urma evenimentelor din acele zile și sub presiunea străzii, Ion Iliescu a fost forțat sa constituie Consiliul Provizoriu de Uniune Națională, în care 50% din locuri erau pentru FSN, iar 50% au fost date partidelor politice reînființate sau nou apărute după Revoluția din 1989  .

## Victime
În urma incidentelor cu forțele de ordine, dar și cu muncitorii și revoluționarii aduși
la contramanifestație de liderii Frontului Salvării Naționale, câțiva zeci de manifestanți au fost răniți . S-au făcut și rețineri dintre cei care au participat la miting. Minerii sosiți în București, în 29 ianuarie 1990 au participat, împreună cu forțele de ordine și lideri FSN la percheziții și arestări ilegale la sediile unor partide și organizații civice aflate în opoziție cu cei care preluaseră puterea după căderea lui Nicolae Ceaușescu .
Corneliu Coposu, liderul PNȚCD, a fost scos din sediul PNȚCD chiar de primul ministru de la acea vreme, Petre Roman, și transportat cu o tanchetă pentru a fi salvat din calea susținătorilor FSN  .